# Lista do Patrimônio Mundial na Malásia
A Organização das Nações Unidas para a Educação, a Ciência e a Cultura (UNESCO) propôs um plano de proteção aos bens culturais do mundo, através do Comité sobre a Proteção do Património Mundial Cultural e Natural, aprovado em 1972. Esta é uma lista do Patrimônio Mundial existente na Malásia, especificamente classificada pela UNESCO e elaborada de acordo com dez principais critérios cujos pontos são julgados por especialistas na área. A Malásia, um dos principais eixos culturais do Sudeste asiático, ratificou a convenção em 7 de dezembro de 1988, tornando seus locais históricos elegíveis para inclusão na lista.
Os parques naturais nacionais de Kinabalu e Gunung Mulu foram os primeiros sítios da Malásia inscritos na Lista do Patrimônio Mundial da UNESCO por ocasião da 24ª Sessão do Comité do Patrimônio Mundial, realizada em Cairns (Austrália) em 2000. Ambos os sítios abrangem áreas de parques nacionais do país e estão classificados como bens naturais de grande relevância para a biodiversidade da região. Desde a mais recente inclusão na lista, a Malásia totaliza 5 sítios inscritos como Patrimônio Mundial, sendo 2 deles de classificação Natural e os outros 3 restantes de classificação Cultural. Todos os sítios estão situados inteiramente no território da Malásia. 

## Bens culturais e naturais
A Malásia conta atualmente com os seguintes lugares declarados como Patrimônio da Humanidade pela UNESCO:
| | Parque Kinabalu |
| Bem natural inscrito em 2000. |                 |
| Localização: Sabah |                 |
| Localizado no Estado de Sabah, ao norte da ilha de Bornéu, o Parque Kinabalu estende-se ao pé da montanha de mesmo nome, que a 4.095 metros de altura é a mais alta das que ficam entre a cordilheira do Himalaia e a Nova Guiné. O local possui uma grande variedade de habitats: florestas tropicais de planícies e colinas, florestas tropicais de montanhas e, em altitudes mais altas, florestas subalpinas com matagal sempre verde. Dada a grande riqueza de sua vegetação – que possui numerosas plantas nativas e espécimes de flora pantropical e as floras do Himalaia, China e Austrália – este parque foi designado o Centro de Diversidade Botânica do Sudeste Asiático. (UNESCO/BPI) |                 |

| | Parque Nacional Gunung Mulu |
| Bem natural inscrito em 2000. |                             |
| Localização: Sarawak |                             |
| Localizado no Estado de Sarawak, na ilha de Bornéu, este parque de 52.864 hectares oferece um grande interesse não só por sua grande biodiversidade, mas também por suas formações geológicas, que a tornam a área de karst tropical mais estudada do planeta. O local abriga 17 áreas de vegetação com cerca de 3.500 espécies de plantas vasculares e é considerado um dos lugares mais ricos em palmeiras do mundo, com 109 espécies de 20 gêneros diferentes listados. O topo de Gunung Mulu, um pico karst de 2.377 metros de altura, domina o parque como um todo. Pelo menos 295 km da rede de cavernas do local foram explorados, oferecendo um espetáculo extraordinário com os milhões de salanganas e morcegos que as povoam. Entre eles destaca-se a chamada Câmara de Sarawak, uma gruta de 600 metros de comprimento, 415 de largura e 80 de altura, que é a maior cavidade subterrânea do mundo descoberta até hoje. (UNESCO/BPI) |                             |

| | Malaca e George Town: Cidades históricas do Estreito de Malaca |
| Bem cultural inscrito em 2008. |                                                                |
| Localização: Malaca / Penang |                                                                |
| Malaca e George Town, cidades históricas do Estreito de Malaca são o produto de mais de 500 anos de comércio e intercâmbios culturais entre o Oriente e o Oeste, no Estreito de Malaca. As influências da Ásia e da Europa deram a essas cidades um patrimônio multicultural particular, tangível e intangível. Seus edifícios governamentais, igrejas, praças e fortificações são prova dos estágios iniciais da história de Malaca, que começou sob o sultanato malaio no século XV, bem como os períodos português e holandês, no início do século XVI. Os edifícios residenciais e comerciais de George Town atestam a herança do período britânico, a partir do final do século XVIII. Ambas as cidades possuem arquitetura única e paisagem urbana incomparável, tanto no Leste quanto no Sudeste Asiático. (UNESCO/BPI) |                                                                |

| | Herança arqueológica do Vale Lenggong |
| Bem cultural inscrito em 2012. |                                       |
| Localização: Perak |                                       |
| Localizado no exuberante Vale de Lenggong, inclui quatro sítios arqueológicos em dois locais que abrangem quase dois milhões de anos, constituindo um dos traços mais antigos da presença contínua do homem primitivo em um lugar e o mais antigo fora do continente africano. Cavernas paleolíticas de poço aberto contêm vestígios de tecnologia primitiva. O número de locais presentes em uma área relativamente pequena sugere a presença de uma grande e semi-sedentária população durante a Idade Paleolítica, Neolítica e Metal. (UNESCO/BPI) |                                       |

| A "Caverna Pintada" do Parque Nacional de Niah. | Patrimônio arqueológico do complexo de cavernas do Parque Nacional de Niah |
| A "Caverna Pintada" do Parque Nacional de Niah. | Bem cultural inscrito em 2024. |
| A "Caverna Pintada" do Parque Nacional de Niah. | Localização: Sarauaque |
| A "Caverna Pintada" do Parque Nacional de Niah. | Este complexo de cavernas colossais interconectadas está localizado próximo à costa oeste da ilha de Bornéu, no centro do Parque Nacional de Niah. O sítio contém os mais longínquos conhecidos registros da interação humana com a floresta tropical, abrangendo um período de pelo menos cinquenta mil anos, desde o Pleistoceno até o Médio Holoceno. Os ricos depósitos arqueológicos, rochas de pinturas rupestres e túmulos em formato de embarcações encontrados na porção norte deste maciço ilustram a vida humana e biológica durante esse período, e contribuem grandemente para o conhecimento sobre o desenvolvimento, adaptação e migração humana no sudoeste asiático, bem como no contexto global. As comunidades locais ainda seguem a tradição antiga do Molong – "tomar somente o necessário" – ao retirar das cavernas o guano e os valiosos ninhos comestíveis de aves. (UNESCO/BPI) |